# تیراندازی ۲۰۲۲ کپنهاگ
در ۳ ژوئیه ۲۰۲۲، یک مرد ۲۲ ساله دانمارکی در یک مرکز خرید در کپنهاگ، دانمارک تیراندازی کرد و سه نفر را کشت و سه نفر دیگر را به شدت مجروح کرد. این نخستین تیراندازی جمعی در دانمارک از زمان تیراندازی ۲۰۱۵ کپنهاگ و مرگبارترین آن است که توسط یک فرد در تاریخ دانمارک انجام شده‌است.

## تیراندازی
تیراندازی در مرکز خرید فیلدز واقع در اورستاد، یک منطقه شهری در حال توسعه در آماگر در کپنهاگ رخ داد. مردی که یک تفنگ گلوله‌زن حمل می‌کرد قبل از ساعت ۵:۳۰ بعد از ظهر وارد مرکز خرید شد. تصویری نشان می‌دهد که او شلوارک تا زانو و یک جلیقه یا پیراهن بدون آستین پوشیده‌است. پلیس نخستین گزارش تیراندازی را در ساعت ۵:۳۷ بعد از ظهر دریافت کرد. و یازده دقیقه بعد مردی را دستگیر کردند. یک شاهد گفت که تیرانداز به نظر خشن و عصبانی به نظر می‌رسید و می‌دوید و فریاد می‌زد.

## قربانیان
سه نفر به ضرب گلوله کشته شدند و سه نفر دیگر به شدت زخمی شدند. سه نفر به مرکز ترومای ریگ‌شواسپیتال انتقال داده شدند.

## مرتکب
یک مرد ۲۲ ساله دانمارکی در ارتباط با تیراندازی دستگیر شد.